# Ludwig Pfandl
Ludwig Pfandl (* 22. September 1881 in Rosenheim; † 27. Juni 1942 in Kaufbeuren) war ein deutscher Schriftsteller, Romanist, Hispanist und Historiker.

## Leben und Werk
Pfandl promovierte 1908 in München bei Hermann Breymann über Hippolyte Lucas, sein Leben und seine dramatischen Werke, ein Beitrag zur französischen Literaturgeschichte des XIX. Jahrhunderts (Leipzig 1908). Unter dem Einfluss von Breymanns Nachfolger Karl Vossler und der Schriften von  Marcelino Menéndez y Pelayo entwickelte er sich als Privatgelehrter (mit Zugang zur Bayerischen Staatsbibliothek) zu einem bedeutenden Hispanisten.

Ernst Robert Curtius schrieb über Pfandl: „Gibt es keinen Führer durch die spanische Literatur, dessen Kennerschaft ebenso unumstritten wäre wie seine Spanienliebe und der durch französische Scheuklappen nicht behindert wäre? Doch! Es gibt LUDWIG PFANDL.“ (Europäische Literatur und lateinisches Mittelalter, 11. Auflage, Tübingen und Basel 1993, S. 299).

## Weitere Werke
- Robert Southey und Spanien. Leben und Dichtung eines englischen Romantikers unter dem Einflusse seiner Beziehungen zur pyrenäischen Halbinsel, New York/Paris 1913 (Revue hispanique 28)
- Beiträge zur spanischen und provenzalischen Literatur- und Kulturgeschichte des Mittelalters, Bayreuth 1915, Hildesheim 1973
- Spanische Literaturgeschichte. Bd. 1. Mittelalter und Renaissance, Berlin 1923, Hildesheim 1972
- Spanische Kultur und Sitte des 16. und 17. Jahrhunderts. Eine Einführung in die Blütezeit der spanischen Literatur und Kunst, München 1924 (spanisch Barcelona 1929, 1942, 1959, Madrid 1994)
- (Hrsg.) Cervantes, Comedia de los tratos de argel, Leipzig 1925
- (Hrsg.) Cervantes, Drei Zwischenspiele, Halle an der Saale 1926
- (Hrsg.) Itinerarium hispanicum Hieronymi Monetarii 1494–1495, New York/Paris 1920 (Revue hispanique 48)
- (Hrsg.) Guy de Maupassant, Ausgewählte Erzählungen, Leipzig 1928
- Geschichte der spanischen Nationalliteratur in ihrer Blütezeit, Freiburg im Breisgau 1929, 620 Seiten, Hildesheim 1967 (spanisch Barcelona 1933, 1952)
- Johanna die Wahnsinnige. Ihr Leben, ihre Zeit, ihre Schuld, Freiburg 1930 (spanisch Madrid 1932, 2000; französisch Brüssel 1938)
- (Hrsg.) Spanische Romanzen, Halle an der Saale 1933
- Philipp II. Gemälde eines Lebens und einer Zeit, München 1938, 8. Auflage 1979 (französisch Paris 1942, 1981; spanisch Madrid 1942)[1]
- Karl II. Das Ende der spanischen Machtstellung in Europa, München 1940 (spanisch Madrid 1942)
- Über das Märchendrama bei Lope de Vega, München 1942
- Die zehnte Muse von México. Juana Inés de la Cruz. Ihr Leben, ihre Dichtung, ihre Psyche, München 1946 (spanisch Mexiko 1963)[2]